# Kindia
Kindia Guinea harmadik legnagyobb városa, 85 km-re fekszik a fővárostól, Conakrytól. Lakossága 2008-ban 181 126 fő.

## Áttekintés
Kindia a Kindia prefektúra fővárosának és kereskedelmi központjának számít a Kindia régióban.